# 2020 SpeedBall
2020 Speedball è il quinto album in studio della rockband italiana Timoria, pubblicato dalla PolyGram il 28 marzo del 1995.

## Descrizione
Scritto e arrangiato dal gruppo stesso, il disco è stato prodotto da Angelo Carrara e registrato nell'arco di tre mesi, tra la fine del 1994 e l'inizio dell'anno successivo, presso l'Avant Garde Studio di Milano.
Il titolo dell'album si rifà alla letale combinazione di stupefacenti denominata Speedball. Nella breve traccia introduttiva vi è inoltre un riferimento all'attore River Phoenix, scomparso prematuramente in quel periodo a causa proprio di un'iniezione di Speedball.
Non si tratta di un vero e proprio concept album come lo era stato il precedente lavoro del gruppo, Viaggio senza vento, ma nonostante ciò anche 2020 SpeedBall sembra avere una precisa tematica che ruota attorno alle varie tracce che lo compongono: più precisamente, l'ambientazione è quella di un futuro prossimo (l'anno 2020, per l'appunto) in cui l'uomo deve andare alla ricerca di un nuovo mondo da colonizzare, viste le condizioni in cui è stato ridotto il proprio pianeta dallo stesso uomo (Europa 3), in cui la nuova droga è la realtà virtuale (2020, SpeedBall, Brain Machine) e vi è un sovraffollamento di falsi artisti e personaggi televisivi che si proclamano i nuovi santoni (Guru). La presenza di brani che parlano di questa "realtà" è contrapposta da un altro in cui emergono fortemente il bisogno e la ricerca dei veri valori, come l'amicizia, l'amore, la compagnia, l'umiltà e la dignità (Senza far rumore). L'album rappresenta dunque una forte critica alle contraddizioni del secondo millennio e una società che va troppo veloce.
Musicalmente, si tratta con molta probabilità dell'episodio più duro e diretto mai realizzato dal gruppo. Da segnalare infatti la presenza di un basso più marcato rispetto al passato, riff di chitarra elettrica più orientati al metal che al rock, e una batteria più decisa. Nella traccia Mi manca l'aria ci si avvicina addirittura a sonorità thrash metal, grazie anche al particolare cantato in stile groove del tastierista Enrico Ghedi.

## Tracce
1. Intro – 0:45 (musica: Pedrini, Ghedi)
2. 2020 – 3:05 (Pedrini)
3. Brain Machine – 1:25 (testo: Pedrini – musica: Pedrini, Galeri)
4. Senza far rumore – 4:58 (Pedrini)
5. Speed Ball – 3:36 (Pedrini)
6. Dancin' Queen – 4:23 (Pedrini, Pellegrini)
7. Sudamerica – 2:42 (Pedrini)
8. Week End – 2:06 (Pedrini, Pellegrini)
9. Duna Connection – 0:39 (musica: Pedrini, Galeri, Pellegrini)
10. Europa 3 – 5:48 (Pedrini)
11. Mi manca l'aria – 3:39 (testo: Pedrini – musica: Pedrini, Ghedi)
12. Via padana superiore – 2:42 (Pedrini)
13. No money, no love – 1:54 (musica: Pedrini, Galeri, Pellegrini)
14. Guru – 4:30 (Pedrini)
15. Boccadoro – 4:18 (Pedrini)
16. Fare i duri costa caro – 1:09 (musica: Pedrini, Galeri, Pellegrini)
17. Fino in fondo – 6:00 (Pedrini)

Traccia nascosta
- Il brano Fino in fondo dura 3:50. Segue un minuto di silenzio dopodiché da 4:50 a 6:00 come traccia fantasma si sentono parlare i Timoria che chiacchierano fra loro.

## Formazione
- Francesco Renga – voce
- Omar Pedrini – chitarre, cori, voce in  Via Padana Superiore, Fino in Fondo e seconda voce in Mi manca l'aria, Boccadoro
- Carlo Alberto “Illorca” Pellegrini – basso, cori e voce in Intro e Dancin' Queen
- Enrico Ghedi – tastiere, cori e voce in Mi manca l'aria
- Diego Galeri – batteria e cori

### Altri musicisti
- Marco Tiberti – sassofono in Europa 3
- Beppe Cafazzo – voce aggiuntiva nei cori di Dancin' Queen
- Federico Sanesi – percussioni in Dancin' Queen
- Debi Prasad Gosh – sarod in Guru
- Davide, Andrea, Roberta, Adri, Satiro, Angelo Carrara - voci sparse

## Classifiche
| Classifica (1995) | Posizione massima |
| ----------------- | ----------------- |
| Italia            | 13                |